# 1797
Het jaar 1797 is het 97e jaar in de 18e eeuw volgens de christelijke jaartelling.

## Gebeurtenissen
januari
- 28 - Het Kollumer Oproer breekt uit als een van de deelnemers aan het verzet tegen de burgerdienst van de patriottenregering wordt gearresteerd na het roepen van "Oranje boven". De orangisten richten op weg naar het Rechthuis om hem te bevrijden vernielingen aan aan huizen van patriotten.
- 28 - De toren van de Grote Kerk van Harderwijk stort neer op het kerkhof, waarbij de graven openspringen. Het kerkvolk denkt, dat de dag van het Laatste Oordeel is aangebroken.

februari
- 14 - In de Zeeslag bij Kaap Sint-Vincent verslaat een Britse vloot onder admiraal Jervis een veel grotere Spaans-Frans eskader en voorkomt daarmee een invasie van Engeland.
- 17 - Spanje slaat aanval van admiraal Nelson op Gran Canaria af.
- 17 - Pieter van Overstraten aanvaardt het ambt van gouverneur-generaal van Nederlands-Indië.
- 26 - Ten gevolge van de kosten van de oorlog moet Groot-Brittannië de gouden standaard loslaten. Pandbrieven en bankbiljetten zijn voorlopig niet inwisselbaar. Voor het eerst worden er briefjes van 1 pond uitgegeven.

maart
- 4 - John Adams wordt de tweede president van de VS. Hij regeert tot 1801.
- 10 - Door een besluit van de Nationale Vergadering van de Bataafse Republiek wordt de Oeconomische Tak verzelfstandigd van de Hollandsche maatschappij van wetenschappen, en hernoemd tot Nationale Nederlandsche huishoudelijke maatschappij.
- maart - Vierentwintig prominente leden scheiden zich samen met rabbijn Isaac Graanboom af van de Hoogduitse joodse gemeente van Amsterdam. Ze zijn allen lid van het patriotse genootschap Felix Libertate en steunen de Bataafse Revolutie. De 24 vormen een nieuwe gemeente die Adath Jessurun of Adath Jeschurun wordt genoemd.

april
- 5 - Kroning te Sint-Petersburg van [tsaar Paul I van Rusland.
- 17 - De Franse generaal Napoleon Bonaparte sluit in Oostenrijk de voorlopige Vrede van Leoben. Oostenrijk erkent noodgedwongen het Franse bezit van de Zuidelijke Nederlanden en van Lombardije. De republiek Venetië wordt tussen Frankrijk en Oostenrijk opgedeeld. Over de toekomstige vrede met het Heilige Roomse Rijk zal worden verhandeld op basis van de integriteit van dat Rijk.
- 17 - De Britse generaal Ralph Abercromby landt met 10.000 man Royal Highlanders op het Spaanse eiland Puerto Rico.
- 27 - Met de dood van de vorst sterft het regerende huis Nassau-Saarbrücken uit. Opvolger is de vorst van Nassau-Usingen. Het land is echter bezet door Frankrijk en zal nooit meer in bezit komen van Nassau.

mei
- 12 - De Franse generaal Napoleon Bonaparte verovert Venetië.
- 30 - Een voorgestelde grondwet voor de Bataafse Republiek wordt bij een volksstemming verworpen met 108.000 tegen 30.000 stemmen.

juni
- 2 - Stichting in Amsterdam van het effectenkantoor Joukes & Oyens.
- 9 - Met het decreet ‘tot herstel der Academie’ wordt de leeropdracht van Everwinus Wassenbergh in Franeker uitgebreid met Nederlandse taalkunde. Hij is daarmee de eerste hoogleraar die officieel Nederlands doceert.
- 17 - De sjah van Perzië, Aga Mohammed Khan, wordt in Teheran vermoord.
- 29 - De Franse generaal Napoleon Bonaparte roept de Cisalpijnse Republiek uit, die zal bestaan uit het hertogdom Milaan, het hertogdom Modena, Bologna, Ferrara en de Piëmontese provincie Novara.

juli
- 22 tot 25 - De Britten starten de Slag bij Santa Cruz de Tenerife (1797), maar kunnen de Canarische Eilanden niet veroveren.

augustus
- 28 - Onder de voorwaarden van de Vrede van Bazel (1795) wordt het koninkrijk Pruisen gedwongen al zijn gebieden ten westen van de Rijn af te staan en samen met de West-Rijnlandse gebieden van de prins-bisschoppen van Trier, Mainz en Keulen, de Keur-Palts, de hertogdommen Gulik en Kleef en het Rijk van Aken worden zij samengevoegd tot de kortstondige Cisrheniaanse Republiek onder het bewind van een "protector", de Franse generaalLazare Hoche.

september
- 4 - Napoleon Bonaparte sticht de Ligurische Republiek en de Cisalpijnse Republiek.
- 5 - Het Franse leger voert een zuivering uit in de Conventie en verwijdert de royalistische leden.

oktober
- 5 - Het Franse bestuur in de Zuidelijke Nederlanden verbiedt het luiden van de kerkklokken.
- 11 - Zeeslag bij Kamperduin; de Nederlandse vice-admiraal Jan Willem de Winter wordt verslagen door de Brit Adam Duncan.
- 15 - Hans en Parkie, de twee Ceylonese olifanten van de uitgeweken stadhouder Willem V, worden in Deventer ingescheept om via de binnenwateren te worden overgebracht naar de Jardin des Plantes in Parijs.[1]
- 17 - Ondertekening van de Vrede van Campo Formio tussen Frankrijk en Oostenrijk. Artikel 3 bepaalt dat Oostenrijk de Oostenrijkse Nederlanden afstaat aan Frankrijk. Krachtens artikel 18 moet Oostenrijk de Breisgau afstaan aan de verdreven hertog van Modena. Oostenrijk mag de republiek Venetië inlijven. Verder is er een serie geheime artikelen.
- 22 - De Fransman Garnerin springt als eerste met een zelfgemaakte parachute naar beneden.
- 25 - Het Franse bestuur heft de Universiteit van Leuven op. Haar plaats wordt ingenomen door de école centrale van Brussel.

november
- 29 - De Franse Conventie verwerpt een voorstel van Sieyès om alle aristocraten uit te wijzen. Wel krijgen zij de status van buitenlander.

december
- 9 - Opening van het Congres van Rastatt. Op dit congres, dat zal duren tot 9 april 1799, onderhandelen Frankrijk en het Heilige Roomse Rijk over een vredesverdrag.
- 19 - Oprichting van het Nederlandsch Zendeling Genootschap te Rotterdam.

## Muziek
- Ludwig van Beethoven componeert zijn Pianosonate voor vier handen in D gr.t. Opus 6, zijn Pianosonate nr 4 in Es gr.t. Opus 7 en zijn Strijktrio nr. 2 (Serenade) in D gr.t. Opus 8
- Domenico Cimarosa schrijft de opera Gli Orazi ed i Curiazi

## Beeldende kunst

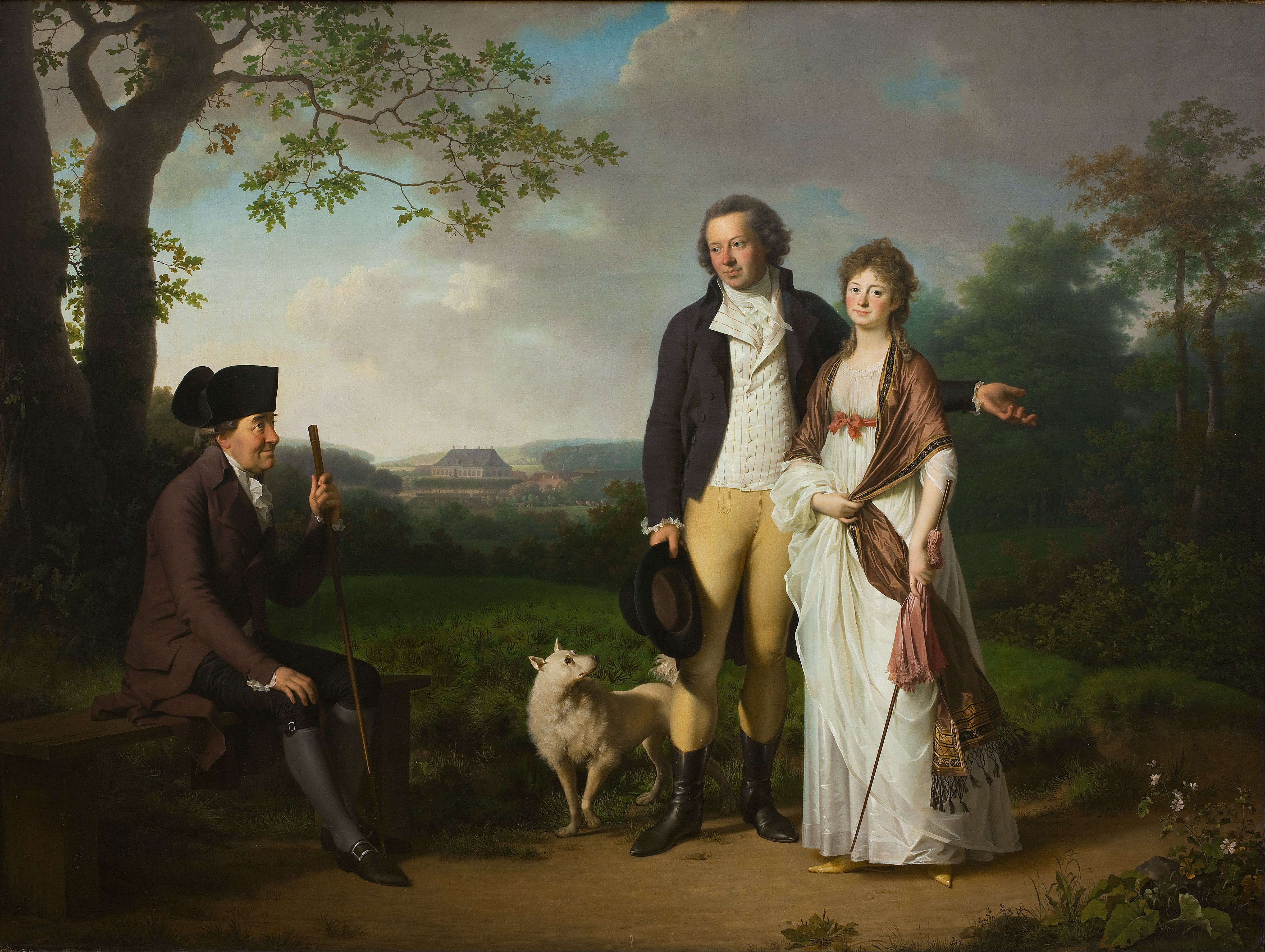
De familie Ryberg (1797) Jens Juel

## Bouwkunst

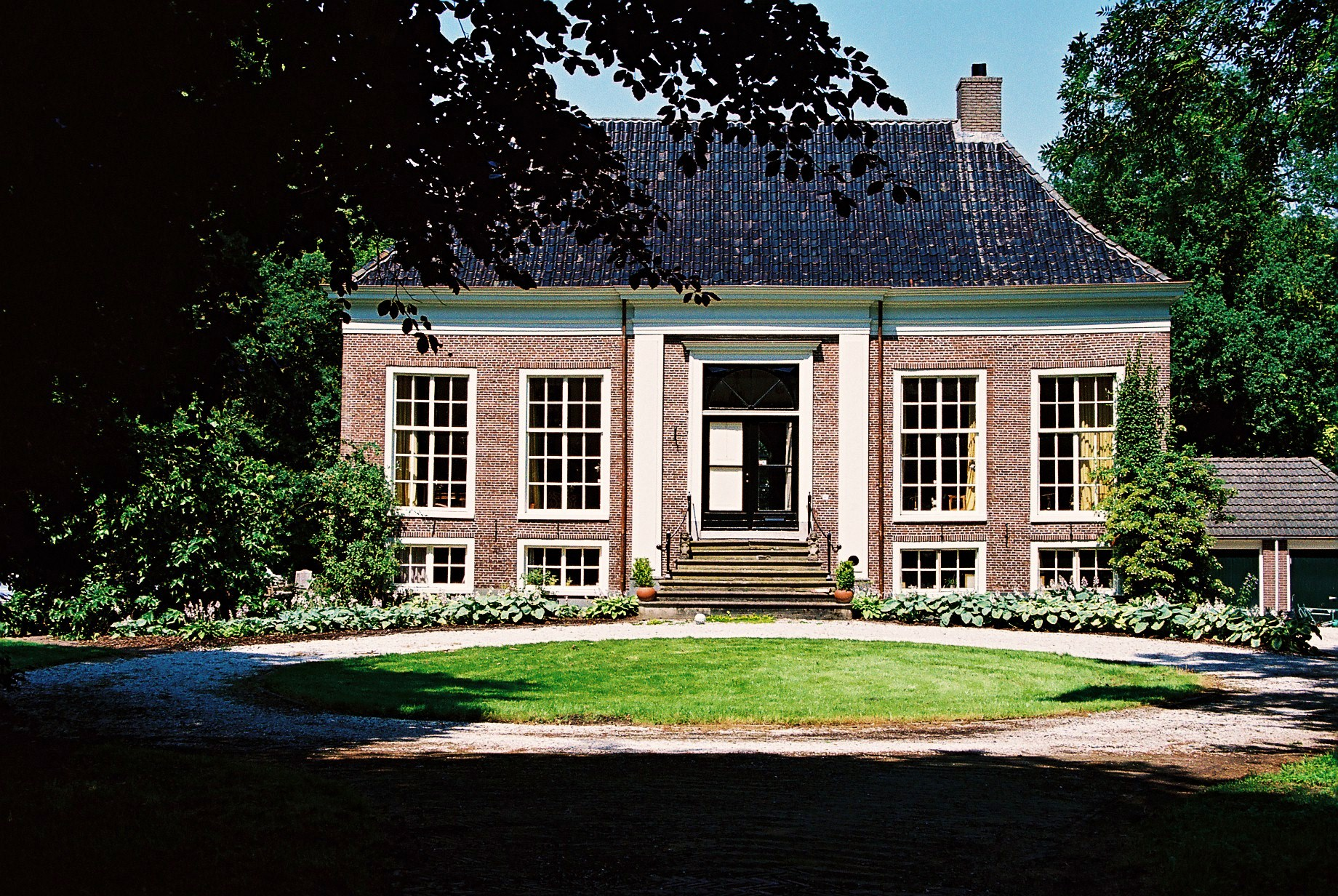
Vaatwijk, Westerbroek (1797)

## Geboren
januari
- 31 - Franz Schubert, Oostenrijks componist (overleden 1828)

februari
- 4 - Jacob Willem van den Biesen, Nederlands journalist en uitgever (overleden 1845)
- 28 - Frederik der Nederlanden, Prins der Nederlanden (overleden 1881)

maart
- 19 - Johannes Bosscha sr., Nederlands staatsman (overleden 1874)
- 21 - Johann Andreas Wagner, Duits paleontoloog, zoöloog en archeoloog (overleden 1861)
- 22 - Wilhelm I van Duitsland, Duits keizer (overleden 1888)
- 27 - Alfred de Vigny, Frans schrijver (overleden 1863)

april
- 16 - Adolphe Thiers, Frans premier (overleden 1877)

mei
- 8 - John Septimus Roe, ontdekkingsreiziger en eerste landmeter-generaal van West-Australië (overleden 1878)
- 24 - Rijk van Rees, Nederlands hoogleraar wis- en natuurkunde (overleden 1875)
- 30 - Andreas Victor Michiels, Nederlands militair (overleden 1849)

augustus
- 17 - Peter Broun, Brits koloniaal ambtenaar (overleden 1846)
- 20 - Francesco Zantedeschi, Italiaans priester en natuurkundige (overleden 1873)
- 30 - Mary Shelley, schrijfster van de roman Frankenstein (overleden 1851)

september
- 12 - Emilie de Vialar, Frans zuster en heilige (overleden 1856)
- 25 - Cornelis Kruseman, Nederlands kunstschilder (overleden 1857)

oktober
- 23 - Jan Jacob Rochussen, Nederlands politicus (overleden 1871)

november
- 14 - Charles Lyell, Brits wetenschapper (overleden 1875)
- 29 - Gaetano Donizetti, Italiaans operacomponist (overleden 1848)

december
- 4 - George Tupou I, 1e koning van Tonga (overleden 1893)
- 13 - Heinrich Heine, Duits dichter (overleden 1856)
- 17 - Joseph Henry, Amerikaans natuurkundige (overleden 1878)

datum onbekend
- Ando Hiroshige, Japans ukiyo-e kunstenaar (overleden 1858)

## Overleden
februari
- 11 - Antoine Dauvergne (83), Frans componist
- 22 - Baron van Münchhausen (76), Duits officier en avonturier

maart
- 5 - John Gabriël Stedman (52 of 53), Schots-Nederlands militair

april
- 27 - Hendrik van Nassau-Saarbrücken (29), erfprins van Nassau-Saarbrücken

mei
- 27 – François-Noël Babeuf (36), Frans revolutionair leider (geëxecuteerd)

juli
- 9 - Edmund Burke (68), Iers filosoof en politicus

september
- 10 - Mary Wollstonecraft (38), Engelse schrijfster en feministe

november
- 16 - Frederik Willem II (53), koning van Pruisen

december
- 26 - John Wilkes (72), Brits journalist en politicus